# Mohamed Khan
Mohammad Khan (arabe : محمد خان) né le 26 octobre 1942 au Caire où il est mort le 26 juillet 2016, est un réalisateur égyptien.  

## Biographie
Mohammad Khan a étudié le cinéma à la London Film School. Auteur d'une Introduction au cinéma égyptien et d'une Approche du cinéma tchécoslovaque, il est devenu un réalisateur marquant de la nouvelle vague égyptienne des années 1980. Avec ses personnages évoluant en marge de la société et dans les rues du Caire, il a contribué à poser un regard nouveau sur la ville dans le cinéma.
Un de ses films marquants est aussi L'épouse d'un homme important en 1987, avec Ahmed Zaki et Mervat Amin. Mervat Amin y interprète le personnage de Mona, épouse d'un officier brutal de la sûreté de l'État, Hesham joué par Ahmed Zaki, qui progresse rapidement dans la hiérarchie, puis chute. Ce film reçoit le Prix d'argent au Festival du film de Damas en 1987 et a été projeté en compétition au 15e Festival international du film de Moscou en 1987, ainsi qu'aux festivals de Montréal, Valence, Tétouan, Digne, Istanbul et Nantes en 1987 et 1988.

## Filmographie
- 1979 : Coup de soleil (ar) (Darbat chams)
- 1981 : Rendez-vous à dîner  (Maowid ala ashaa)
- 1982 : Un oiseau sur la route (ar) (Ta'er 'ala el tariq)
- 1982 : La Vengeance (ar) (Al Thar)
- 1983 : Un demi-million (Nisf arnab)
- 1983 : Joueur de rues (ar) (El harrif)
- 1984 : Youssef et Zeinab (ar) (Youssef wa Zeinab)
- 1984 : Porté disparu (Kharag wa lam ya'ud)
- 1986 : Le Retour d'un citoyen (ar) (Awdat muwâtin)
- 1987 : L'Épouse d'un homme important (Zawjat rajul muhimm)
- 1988 : Les Rêves de Hind et Camelia (Ahlam Hind we Kamilia)
- 1988 : La Bague et le Bracelet (Al-Tawk wa El-Eswira) de Khaïri Bechara
- 1990 : Le Chevalier de l'asphalte (ar) (Faris al madinah)
- 1990 : Supermarket (ar)
- 1995 : Un jour très chaud (ar) (Yom har geddan)
- 2001 : Les Jours de Sadate (ar) (Ayam Sadat)
- 2007 : L'Appartement d'Héliopolis (ar) (Shaket Masr Elgadida)
- 2014 : Hiyam, la fille de l'usine (Fatat El Masnaa)
- 2016 : Avant la cohue de l'été (ar) (Qabl Zahmat el-Saif)[3]